# Diaporthales
Ordre
Les Diaporthales sont un ordre de champignons ascomycètes. On retrouve parmi eux de redoutables pathogènes des végétaux comme Cryphonectria parasitica, l'agent du chancre du châtaignier, ou Diaporthe helianthi, qui provoque des nécroses sur les tiges de tournesol.

## Caractéristiques
Leurs ascocarpes sont des périthèces noirs qui peuvent être groupés dans un ciment stromatique ; l'ostiole est souvent placé à l’extrémité d'un col. On n'observe pas de paraphyses à maturité des périthèces. Les asques sont unituniquées et présentent fréquemment un anneau apical bien visible. Les ascospores peuvent être hyalines ou sombres, ellipsoïdes ou plus allongées, unicellulaires ou multicellulaires.
Les anamorphes sont des cœlomycètes, les pycnides peuvent être formées dans le même stroma que les périthèces. Les conidies proviennent du bourgeonnement de sporocystes spécialisés appelés phialides.

## Liste des familles
Selon Catalogue of Life (4 octobre 2014) :
- famille Cryphonectriaceae
- famille Diaporthaceae
- famille Gnomoniaceae
- famille Harknessiaceae
- famille Melanconidaceae
- famille Incertae sedis
- famille Pseudoplagiostomataceae
- famille Pseudovalsaceae
- famille Schizoparmaceae
- famille Schizoparmeaceae
- famille Sydowiellaceae
- famille Togniniaceae
- famille Valsaceae
- famille Vialaeaceae

Selon ITIS (4 octobre 2014) :
- famille Cryphonectriaceae
- famille Diaporthaceae Höhn. ex Wehm., 1926
- famille Gnomoniaceae
- famille Melanconidaceae G. Winter
- famille Melogrammataceae
- famille Pseudoplagiostomataceae
- famille Pseudovalsaceae
- famille Schizoparmaceae
- famille Sydowiellaceae
- famille Togniniaceae
- famille Valsaceae Tul. & C. Tul., 1861

## Liste des familles, genres, espèces, sous-espèces, variétés et non-classés
Selon NCBI (4 octobre 2014) :
- famille Cryphonectriaceae
  - genre Aurantiosacculus
    - Aurantiosacculus acutatus
    - Aurantiosacculus eucalyptorum

  - non-classé Cryphonectria-Endothia complex
    - genre Amphilogia
      - Amphilogia gyrosa

    - genre Aurapex
      - Aurapex penicillata

    - genre Aurifilum
      - Aurifilum marmelostoma

    - genre Celoporthe
      - Celoporthe dispersa
      - Celoporthe eucalypti
      - Celoporthe fontana
      - Celoporthe guangdongensis
      - Celoporthe indonesiensis
      - Celoporthe syzygii
      - Celoporthe woodiana

    - genre Chromendothia
      - Chromendothia citrina

    - genre Chrysoporthe
      - Chrysoporthe austroafricana
      - Chrysoporthe cubensis
      - Chrysoporthe deuterocubensis
      - Chrysoporthe doradensis
      - Chrysoporthe hodgesiana
      - Chrysoporthe inopina
      - Chrysoporthe syzygiicola
      - Chrysoporthe zambiensis

    - genre Cryphonectria
      - Cryphonectria decipiens
      - Cryphonectria macrospora
      - Cryphonectria naterciae
      - Cryphonectria nitschkei
      - Cryphonectria parasitica
        - non-classé Cryphonectria parasitica EP155

      - Cryphonectria radicalis

    - genre Endothia
      - Endothia gyrosa
      - Endothia singularis
      - Endothia viridistroma

    - genre Holocryphia
      - Holocryphia eucalypti

    - genre Latruncellus
      - Latruncellus aurorae

    - genre Luteocirrhus
      - Luteocirrhus shearii

    - genre Mastigosporella
      - Mastigosporella anisophylleae

    - genre Microthia
      - Microthia havanensis

    - genre Ursicollum
      - Ursicollum fallax

  - genre Cryptodiaporthe
    - Cryptodiaporthe corni

  - genre Cryptometrion
    - Cryptometrion aestuescens

  - genre Immersiporthe
    - Immersiporthe knoxdaviesiana
- famille Diaporthaceae
  - genre Diaporthe
    - Diaporthe acaciigena
    - Diaporthe acerina
    - Diaporthe actinidiae
    - Diaporthe alleghaniensis
    - Diaporthe alnea
    - Diaporthe ambigua
    - Diaporthe ampelina
      - non-classé Diaporthe ampelina taxon 1

    - Diaporthe amygdali
    - Diaporthe anacardii
    - Diaporthe angelicae
      - non-classé Diaporthe angelicae Is2

    - Diaporthe aquatica
    - Diaporthe arctii
    - Diaporthe arecae
    - Diaporthe arengae
    - Diaporthe aspalathi
    - Diaporthe australafricana
    - Diaporthe batatas
    - Diaporthe beckhausii
    - Diaporthe beilharziae
    - Diaporthe bicincta
    - Diaporthe brasiliensis
    - Diaporthe canthii
    - Diaporthe carpini
    - Diaporthe cassines
    - Diaporthe castaneae-mollisimae
    - Diaporthe caulivora
    - Diaporthe celastrina
    - Diaporthe ceratozamiae
    - Diaporthe chamaeropis
    - Diaporthe cinerascens
    - Diaporthe citri
    - Diaporthe citriasiana
    - Diaporthe citrichinensis
    - Diaporthe conorum
    - Diaporthe convolvuli
    - Diaporthe cotoneastri
    - Diaporthe crataegi
    - Diaporthe crotalariae
    - Diaporthe cuppatea
    - Diaporthe cynaroidis
    - Diaporthe cytosporella
    - Diaporthe decedens
    - Diaporthe detrusa
    - Diaporthe diospyricola
    - Diaporthe elaeagni
    - Diaporthe elonis
    - Diaporthe endophytica
    - Diaporthe eres
    - Diaporthe eucalyptorum
    - Diaporthe eugeniae
    - Diaporthe fibrosa
    - Diaporthe foeniculacea
    - Diaporthe foeniculina
    - Diaporthe fraxini-angustifoliae
    - Diaporthe ganjae
    - Diaporthe gardeniae
    - Diaporthe gulyae
    - Diaporthe helianthi
    - Diaporthe hickoriae
    - Diaporthe hongkongensis
    - Diaporthe hordei
    - Diaporthe impulsa
    - Diaporthe inconspicua
    - Diaporthe infecunda
    - Diaporthe isoberliniae
    - Diaporthe juglandina
    - Diaporthe kochmanii
    - Diaporthe kongii
    - Diaporthe kyushuensis
    - Diaporthe leucospermi
    - Diaporthe litchicola
    - Diaporthe lithocarpus
    - Diaporthe longicolla
      - non-classé Diaporthe longicolla MSPL 10-6

    - Diaporthe longispora
    - Diaporthe lusitanicae
    - Diaporthe mahothocarpus
    - Diaporthe manihotia
    - Diaporthe mayteni
    - Diaporthe maytenicola
    - Diaporthe megalospora
    - Diaporthe melonis
      - variété Diaporthe melonis var. brevistylospora
      - variété Diaporthe melonis var. melonis

    - Diaporthe meridionalis
    - Diaporthe musigena
    - Diaporthe neilliae
    - Diaporthe neoarctii
    - Diaporthe nitschkei
    - Diaporthe nobilis
    - Diaporthe nomurai
    - Diaporthe nothofagi
    - Diaporthe novem
    - Diaporthe oncostoma
    - Diaporthe oxe
    - Diaporthe padi
      - variété Diaporthe padi var. padi

    - Diaporthe paranensis
    - Diaporthe parapterocarpi
    - Diaporthe pardalota
    - Diaporthe pascoei
    - Diaporthe passiflorae
    - Diaporthe perjuncta
    - Diaporthe perniciosa
    - Diaporthe perseae
    - Diaporthe phaseolorum
      - variété Diaporthe phaseolorum var. meridionalis

    - Diaporthe phoenicicola
    - Diaporthe pseudomangiferae
    - Diaporthe pseudophoenicicola
    - Diaporthe psoraleae
    - Diaporthe psoraleae-pinnatae
    - Diaporthe pterocarpi
    - Diaporthe pterocarpicola
    - Diaporthe pulla
    - Diaporthe pustulata
    - Diaporthe raonikayaporum
    - Diaporthe rhoina
    - Diaporthe rhusicola
    - Diaporthe rudis
    - Diaporthe saccarata
    - Diaporthe salicicola
    - Diaporthe scabra
    - Diaporthe schini
    - Diaporthe sclerotioides
    - Diaporthe scobina
    - Diaporthe sojae
    - Diaporthe sophorae
    - Diaporthe stewartii
    - Diaporthe stictica
    - Diaporthe strumella
    - Diaporthe subordinaria
    - Diaporthe tanakae
    - Diaporthe tecomae
    - Diaporthe terebinthifolii
    - Diaporthe ternstroemia
    - Diaporthe thunbergii
    - Diaporthe toxica
    - Diaporthe vaccinii
    - Diaporthe vangueriae
    - Diaporthe vexans
    - Diaporthe woodii
    - Diaporthe woolworthii
    - cf. Diaporthe sp. C15
    - cf. Diaporthe sp. Fun510A
    - Diaporthe sp.c L1-M61

  - genre Diaporthella
    - Diaporthella corylina

  - genre Mazzantia
    - Mazzantia galii
    - Mazzantia napelli

  - genre Ophiodiaporthe
    - Ophiodiaporthe cyatheae

  - genre Phaeocytostroma
    - Phaeocytostroma ambiguum
    - Phaeocytostroma megalosporum
    - Phaeocytostroma plurivorum
    - Phaeocytostroma sacchari

  - genre Stenocarpella
    - Stenocarpella macrospora
    - Stenocarpella maydis
- famille Gnomoniaceae
  - genre Ambarignomonia
    - Ambarignomonia petiolorum

  - genre Apiognomonia
    - Apiognomonia acerina
    - Apiognomonia errabunda
    - Apiognomonia hystrix
    - Apiognomonia rigniacensis
    - Apiognomonia supraseptata
    - Apiognomonia veneta

  - genre Apioplagiostoma
    - Apioplagiostoma aceriferum
    - Apioplagiostoma carpinicola
    - Apioplagiostoma populi

  - genre Cryptodiaporthe
    - Cryptodiaporthe acerina
    - Cryptodiaporthe aculeans
    - Cryptodiaporthe apiculata
    - Cryptodiaporthe populea
    - Cryptodiaporthe pulchella
    - Cryptodiaporthe salicina
    - Cryptodiaporthe vepris
    - Plagiostoma salicellum

  - genre Cryptosporella
    - Cryptosporella alni-rubrae
    - Cryptosporella alni-sinuatae
    - Cryptosporella alni-tenuifoliae
    - Cryptosporella alnicola
    - Cryptosporella amistadensis
    - Cryptosporella betulae
    - Cryptosporella confusa
    - Cryptosporella corylina
    - Cryptosporella femoralis
    - Cryptosporella hypodermia
    - Cryptosporella jaklitschii
    - Cryptosporella marylandica
    - Cryptosporella multicontinentalis
    - Cryptosporella pacifica
    - Cryptosporella suffusa
    - Cryptosporella tomentella
    - Cryptosporella wehmeyeriana

  - genre Ditopella
    - Ditopella ditopa

  - genre Ditopellopsis
  - genre Gnomonia
    - Gnomonia alnea
    - Gnomonia amoena
    - Gnomonia arnstadtiensis
    - Gnomonia betulina
    - Gnomonia borealis
    - Gnomonia cerastis
    - Gnomonia dispora
    - Gnomonia emarginata
    - Gnomonia errabunda
    - Gnomonia fasciculata
    - Gnomonia fragariae
    - Gnomonia geranii-macrorrhizi
    - Gnomonia gnomon
    - Gnomonia mirabilis
    - Gnomonia monodii
    - Gnomonia neognomon
    - Gnomonia orcispora
    - Gnomonia ostryae
    - Gnomonia padicola
    - Gnomonia pendulorum
    - Gnomonia pseudoamoena
    - Gnomonia ribicola
    - Gnomonia rodmanii
    - Gnomonia rostellata
    - Gnomonia rubi
    - Gnomonia skokomishica
    - Gnomonia tetraspora
    - Gnomonia virginianae

  - genre Gnomoniella
    - Gnomoniella alnobetulae
    - Gnomoniella microspora
    - Gnomoniella nana
    - Gnomoniella tubiformis

  - genre Gnomoniopsis
    - Gnomoniopsis alderdunensis
    - Gnomoniopsis castanea
    - Gnomoniopsis chamaemori
    - Gnomoniopsis clavulata
    - Gnomoniopsis comari
    - Gnomoniopsis fructicola
    - Gnomoniopsis idaeicola
    - Gnomoniopsis macounii
    - Gnomoniopsis occulta
    - Gnomoniopsis paraclavulata
    - Gnomoniopsis racemula
    - Gnomoniopsis sanguisorbae
    - Gnomoniopsis smithogilvyi
    - Gnomoniopsis tormentillae

  - genre Linospora
    - Linospora capreae
    - Linospora ceuthocarpa
    - Linospora salicis-reticulatae

  - genre Occultocarpon
    - Occultocarpon ailaoshanense

  - genre Ophiognomonia
    - Ophiognomonia alni-cordatae
    - Ophiognomonia alni-viridis
    - Ophiognomonia apiospora
    - Ophiognomonia asiatica
    - Ophiognomonia balsamiferae
    - Ophiognomonia bugabensis
    - Ophiognomonia clavigignenti-juglandacearum
      - non-classé Ophiognomonia clavigignenti-juglandacearum ATCC 36624

    - Ophiognomonia cordicarpa
    - Ophiognomonia gardiennetii
    - Ophiognomonia gei
    - Ophiognomonia gei-montani
    - Ophiognomonia gunmensis
    - Ophiognomonia hiawathae
    - Ophiognomonia ibarakiensis
    - Ophiognomonia intermedia
    - Ophiognomonia ischnostyla
    - Ophiognomonia japonica
    - Ophiognomonia kobayashii
    - Ophiognomonia lenticulispora
    - Ophiognomonia leptostyla
    - Ophiognomonia longispora
    - Ophiognomonia maximowiczianae
    - Ophiognomonia melanostyla
    - Ophiognomonia michiganensis
    - Ophiognomonia micromegala
    - Ophiognomonia monticola
    - Ophiognomonia multirostrata
    - Ophiognomonia naganoensis
    - Ophiognomonia nana
    - Ophiognomonia nipponicae
    - Ophiognomonia ostryae-virginianae
    - Ophiognomonia otanii
    - Ophiognomonia padicola
    - Ophiognomonia pseudoclavulata
    - Ophiognomonia pseudoischnostyla
    - Ophiognomonia pterocaryae
    - Ophiognomonia quercus-gambellii
    - Ophiognomonia rosae
    - Ophiognomonia rubi-idaei
    - Ophiognomonia sassafras
    - Ophiognomonia setacea
    - Ophiognomonia sogonovii
    - Ophiognomonia trientensis
    - Ophiognomonia tucumanensis
    - Ophiognomonia vasiljevae

  - genre Ophiovalsa
    - Ophiovalsa betulae
    - Ophiovalsa suffusa

  - genre Phragmoporthe
    - Phragmoporthe conformis

  - genre Plagiostoma
    - Plagiostoma acerophilum
    - Plagiostoma aesculi
    - Plagiostoma amygdalinae
    - Plagiostoma barriae
    - Plagiostoma bavaricum
    - Plagiostoma conradii
    - Plagiostoma devexum
    - Plagiostoma dilatatum
    - Plagiostoma euphorbiaceum
    - Plagiostoma euphorbiae
    - Plagiostoma euphorbiae-verrucosae
    - Plagiostoma exstocollum
    - Plagiostoma fraxini
    - Plagiostoma geranii
    - Plagiostoma imperceptibile
    - Plagiostoma inclinatum
    - Plagiostoma oregonense
    - Plagiostoma ovalisporum
    - Plagiostoma petiolophilum
    - Plagiostoma pseudobavaricum
    - Plagiostoma rhododendri
    - Plagiostoma robergeanum
    - Plagiostoma samuelsii
    - Plagiostoma versatile
    - Plagiostoma yunnanense

  - genre Pleuroceras
    - Pleuroceras oregonense
    - Pleuroceras pleurostylum
    - Pleuroceras pseudoplatani
    - Pleuroceras tenellum

  - non-classé mitosporic Gnomoniaceae
    - genre Diplodina
      - Diplodina acerina
      - Diplodina coloradensis
      - Diplodina microsperma

    - genre Discula
      - Discula betulina
      - Discula campestris
      - Discula destructiva
      - Discula nervisequa
      - Discula quercina
      - Discula terminaliae
      - Discula theae-sinensis

    - genre Disculina
      - Disculina betulina
- famille Harknessiaceae
  - genre Harknessia
    - Harknessia arctostaphyli
    - Harknessia australiensis
    - Harknessia capensis
    - Harknessia ellipsoidea
    - Harknessia eucalypti
    - Harknessia eucalyptorum
    - Harknessia fusiformis
    - Harknessia gibbosa
    - Harknessia globispora
    - Harknessia hawaiiensis
    - Harknessia ipereniae
    - Harknessia karwarrae
    - Harknessia kleinzeeina
    - Harknessia leucospermi
    - Harknessia lythri
    - Harknessia proteae
    - Harknessia protearum
    - Harknessia pseudohawaiiensis
    - Harknessia ravenstreetina
    - Harknessia renispora
    - Harknessia rhabdosphaera
    - Harknessia spermatoidea
    - Harknessia syzygii
    - Harknessia uromycoides
    - Harknessia viterboensis
    - Harknessia weresubiae
- famille Melanconidaceae
  - genre Crinitospora
    - Crinitospora pulchra

  - genre Dicarpella
    - Dicarpella dryina

  - genre Hercospora
    - Hercospora tiliae

  - genre Melanconiella
    - Melanconiella carpinicola
    - Melanconiella chrysodiscosporina
    - Melanconiella chrysomelanconium
    - Melanconiella chrysorientalis
    - Melanconiella chrysostroma
    - Melanconiella decorahensis
    - Melanconiella echinata
    - Melanconiella elegans
    - Melanconiella ellisii
    - Melanconiella flavovirens
    - Melanconiella hyperopta
      - variété Melanconiella hyperopta var. orientalis

    - Melanconiella meridionalis
    - Melanconiella ostryae
    - Melanconiella spodiaea

  - genre Melanconis
    - Melanconis alni
    - Melanconis carthusiana
    - Melanconis desmazieri
    - Melanconis itoana
    - Melanconis juglandis
    - Melanconis marginalis
    - Melanconis pterocaryae
    - Melanconis stilbostoma

  - genre Melogramma
    - Melogramma campylosporum

  - genre Pseudovalsa
    - Pseudovalsa longipes
    - Pseudovalsa modonia
    - Pseudovalsa umbonata

  - genre Valsalnicola
    - Valsalnicola oxystoma

  - genre Wuestneia
    - Wuestneia molokaiensis
- famille Pseudoplagiostomataceae
  - genre Pseudoplagiostoma
    - Pseudoplagiostoma corymbiae
    - Pseudoplagiostoma eucalypti
    - Pseudoplagiostoma oldii
    - Pseudoplagiostoma variabile
- famille Schizoparmaceae
  - genre Coniella
    - Coniella australiensis
    - Coniella castaneicola
    - Coniella diplodiella
    - Coniella fragariae
    - Coniella granati
    - Coniella musaiaensis

  - genre Pilidiella
    - Pilidiella crousii
    - Pilidiella diplodiella
    - Pilidiella diplodiopsis
    - Pilidiella eucalyptorum
    - Pilidiella granati
    - Pilidiella macrospora
    - Pilidiella quercicola
    - Pilidiella tibouchinae
    - Pilidiella wangiensis

  - genre Schizoparme
    - Schizoparme botrytidis
    - Schizoparme pseudogranati
    - Schizoparme straminea
- famille Stilbosporaceae
  - genre Stegonsporium
    - Stegonsporium acerinum
    - Stegonsporium acerophilum
    - Stegonsporium galeatum
    - Stegonsporium opalus
    - Stegonsporium pyriforme

  - genre Stilbospora
    - Stilbospora macrosperma
- famille Sydowiellaceae
  - genre Calosporella
    - Calosporella innesii

  - genre Chapeckia
    - Chapeckia nigrospora

  - genre Hapalocystis
    - Hapalocystis berkeleyi
    - Hapalocystis occidentalis

  - genre Rossmania
    - Rossmania ukurunduensis

  - genre Sillia
    - Sillia ferruginea

  - genre Sydowiella
    - Sydowiella depressula
    - Sydowiella fenestrans
    - Sydowiella stellatifolii
- famille Valsaceae
  - genre Amphiporthe
    - Amphiporthe castanea
    - Amphiporthe hranicensis
    - Amphiporthe leiphaemia

  - genre Anisogramma
    - Anisogramma anomala
    - Anisogramma virgultorum

  - genre Cryptodiaporthe
    - Cryptodiaporthe galericulata

  - genre Leucostoma
    - Leucostoma auerswaldii
    - Leucostoma cinctum
    - Leucostoma curreyi
    - Leucostoma kunzei
    - Leucostoma massarianum

  - genre Lollipopaia
    - Lollipopaia minuta

  - genre Phruensis
    - Phruensis brunneispora

  - genre Rostraureum
    - Rostraureum tropicale

  - genre Valsa
    - Valsa abietis
    - Valsa ambiens
      - sous-espèce Valsa ambiens subsp. ambiens
      - sous-espèce Valsa ambiens subsp. leucostomoides

    - Valsa brevispora
    - Valsa cenisia
    - Valsa ceratosperma
    - Valsa cinereostroma
    - Valsa coenobitica
    - Valsa cypri
    - Valsa diatrypoides
    - Valsa eucalypti
    - Valsa eugeniae
    - Valsa fabianae
    - Valsa friesii
    - Valsa germanica
    - Valsa japonica
    - Valsa leucostoma
    - Valsa mali
      - variété Valsa mali var. mali
      - variété Valsa mali var. pyri

    - Valsa malicola
    - Valsa melanodiscus
    - Valsa myrtagena
    - Valsa nivea
    - Valsa parapersoonii
    - Valsa pini
    - Valsa populina
    - Valsa rubi
    - Valsa salicina
    - Valsa salicis
    - Valsa sordida
      - non-classé Cytospora chrysosperma

    - Valsa subclypeata
    - Valsa translucens
    - Valsa weiriana

  - genre Valsella
    - Valsella adhaerens
    - Valsella melostoma
    - Valsella salicis

  - genre Valseutypella
    - Valseutypella multicollis

  - genre Winterella
    - Winterella aurantiaca

  - non-classé mitosporic Valsaceae
    - genre Chrysoporthella
    - genre Cytospora
      - Cytospora abyssinica
      - Cytospora acaciae
      - Cytospora atrocirrhata
      - Cytospora aurora
      - Cytospora austromontana
      - Cytospora berkeleyi
      - Cytospora carbonacea
      - Cytospora cedri
      - Cytospora cincta
      - Cytospora diatrypelloidea
      - Cytospora disciformis
      - Cytospora elaeagni
      - Cytospora eriobotryae
      - Cytospora eucalypticola
      - Cytospora eucalyptina
      - Cytospora eutypelloides
      - Cytospora gutnerae
      - Cytospora hariotii
      - Cytospora hippophaes
      - Cytospora intermedia
      - Cytospora kantschavelii
      - Cytospora magnoliae
      - Cytospora mali
      - Cytospora marchica
      - Cytospora minuta
      - Cytospora mougeotii
      - Cytospora nitschkii
      - Cytospora pruinosa
      - Cytospora punicae
      - Cytospora rhizophorae
      - Cytospora rhodophila
      - Cytospora ribis
      - Cytospora rosarum
      - Cytospora sacchari
      - Cytospora sacculus
      - Cytospora schulzeri
      - Cytospora sophorae
      - Cytospora terebinthi
      - Cytospora translucens
      - Cytospora tritici
      - Cytospora umbrina
      - Cytospora valsoidea
      - Cytospora variostromatica

    - genre Endothiella
      - Endothiella gyrosa

    - genre Macrohilum
      - Macrohilum eucalypti

    - genre Phomopsis
      - Phomopsis abdita
      - Phomopsis amaranthicola
      - Phomopsis asparagi
      - Phomopsis averrhoae
      - Phomopsis azadirachtae
      - Phomopsis bougainvilleicola
      - Phomopsis camptothecae
      - Phomopsis castaneae
      - Phomopsis chimonanthi
      - Phomopsis columnaris
      - Phomopsis conorum
      - Phomopsis cycadis
      - Phomopsis dauci
      - Phomopsis destruens
      - Phomopsis emicis
      - Phomopsis eucommicola
      - Phomopsis eucommii
      - Phomopsis euphorbiae
      - Phomopsis fukushii
      - Phomopsis fusiformis
      - Phomopsis glabrae
      - Phomopsis ipomoeae-batatas
      - Phomopsis juglandina
      - Phomopsis juniperivora
      - Phomopsis lagerstroemiae
      - Phomopsis leptostromiformis
      - Phomopsis limonii
      - Phomopsis liquidambaris
      - Phomopsis longanae
      - Phomopsis loropetali
      - Phomopsis magnoliae
      - Phomopsis mali
      - Phomopsis malvacearum
      - Phomopsis mangiferae
      - Phomopsis micheliae
      - Phomopsis obscurans
      - Phomopsis occulta
      - Phomopsis oryzae
      - Phomopsis oxalina
      - Phomopsis palmicola
      - Phomopsis phyllanthicola
      - Phomopsis quercella
      - Phomopsis quercina
      - Phomopsis RS-2009a
      - Phomopsis stipata
      - Phomopsis tersa
      - Phomopsis theae
      - Phomopsis tuberivora
      - Phomopsis vexans

    - genre Prosopidicola
      - Prosopidicola mexicana

    - genre Waydora
      - Waydora typica
- non-classé mitosporic Diaporthales
  - genre Appendicheirospora
    - Appendicheirospora graminicola

  - genre Mamianiella
    - Mamianiella coryli

  - genre Natarajania
    - Natarajania indica

  - genre Tubakia
    - Tubakia dryina
    - Tubakia iowensis
    - Tubakia seoraksanensis
- non-classé Diaporthales incertae sedis
  - genre Apiosporopsis
    - Apiosporopsis carpinea

  - genre Apoharknessia
    - Apoharknessia insueta

  - genre Auratiopycnidiella
    - Auratiopycnidiella tristaniopsis

  - genre Chrysocrypta
    - Chrysocrypta corymbiae

  - genre Diatractium
    - Diatractium cordianum

  - genre Disculoides
    - Disculoides eucalypti
    - Disculoides eucalyptorum

  - genre Erythrogloeum
    - Erythrogloeum hymenaeae

  - genre Greeneria
    - Greeneria uvicola

  - genre Hyalorostratum
    - Hyalorostratum brunneisporum

  - genre Pachytrype
    - Pachytrype princeps
    - Pachytrype rimosa

  - genre Rhamphoria
    - Rhamphoria delicatula

  - genre Tirisporella
    - Tirisporella beccariana

  - genre Valsaria
    - Valsaria ceratoniae
    - Valsaria insitiva
    - Valsaria rubricosa

  - genre Wuestineaia
    - Wuestineaia molokaiensis